# Khamoshi: The Musical
Pour plus de détails, voir Fiche technique et Distribution.
Khamoshi: The Musical est un film indien de Bollywood réalisé par Sanjay Leela Bhansali, sorti en 1996.
Le film met en vedette Salman Khan, Manisha Koirala, Nana Patekar et Seema Biswas, malgré la contre-performance commerciale Manisha Koirala  fut acclamée par la critique et fut récompensée aux Filmfare Awards dans la catégorie « Meilleure actrice » (critique).

## Terrain
L'histoire parle de Joseph (Nana Patekar) et Flavy Braganza (Seema Biswas), un couple sourd et muet de Goa. Ils ont une petite fille, Annie (jouée par Priya Parulekar dans le rôle de la jeune Annie), qui est capable de parler et d'entendre. Quelques années plus tard, ils ont un autre bébé, un garçon nommé Sam, qui parle et entend également. La vie d'Annie est divisée en deux mondes, l'un avec ses parents et l'autre de la musique, qu'elle adore. Annie tire ses inspirations musicales de sa grand-mère, Maria Braganza (Helen).
Quelques années plus tard, après la mort tragique de Sam, la vie d'Annie (Manisha Koirala) est brisée et la musique et le chant s'estompent. Quand Annie grandit, elle renoue avec la musique – avec Raj (Salman Khan) dont elle tombe amoureuse. Elle recommence à chanter. Quand Annie tombe enceinte, son père lui dit d'avorter le bébé car cela déshonorerait la famille. Annie refuse d'aller à l'encontre de son église et de sa religion. Quand Joseph apprend cela, il demande à Annie de quitter la maison. Raj essaie de convaincre le père d'Annie qu'il est un gars sympa, mais Joseph ne l'aime pas principalement parce qu'il est un hindou qui ne vit pas à Goa, donc Annie devrait vivre loin de lui.
Annie épouse Raj et donne naissance à un garçon, qu'ils nomment Sam, d'après son frère. Elle, Raj et Sam se rendent chez Joseph pour se réconcilier avec lui. Joseph accepte le garçon d'Annie et approuve Raj comme son gendre. Les choses sont vraiment belles jusqu'à ce que leur vie prenne un tournant radical. Annie et Raj ont un accident dévastateur; Annie est grièvement blessée et tombe dans le coma. Joseph, Flavy et Raj s'efforcent de la faire revivre, essayant même de la remuer émotionnellement pour le bien de Sam. Le Raj brisé, le "discours" muet émouvant de Joseph et l'amour et l'espoir de Flavy ramènent Annie à la conscience.

## Fiche technique
- Titre original : Khamoshi: The Musical
- Réalisation : Sanjay Leela Bhansali
- Scénario : Sanjay Leela Bhansali, Sutapa Sikdar
- Décors : Nitin Chandrakant Desai
- Costumes : Shabina Khan
- Photographie : Anil Mehta
- Musique : Babloo Chakravorty, Jatin Pandit, Lalit Pandit
- Montage : Bela Segal
- Production : Sibte Hassan Rizvi
- Sociétés de production : Polygram Filmed Entertainment
- Sociétés de distribution : Phaedra Cinema
- Pays d'origine :  Inde
- Langue : hindi
- Format : Couleur (Technicolor) - 2.35 : 1 – 35 mm — Dolby SR, LC-Concept Digital Sound
- Genre : Drame, musical, romance
- Durée : 160 minutes (d'après l'IMDb)
- Dates de sorties en salles : 
  -  Inde : 9 août 1996

## Distribution
- Nana Patekar: Joseph
- Salman Khan: Raj
- Manisha Koirala: Annie
- Seema Biswas: Flavy
- Helen: Maria
- Himani Shivpuri: NA
- Raghuvir Yadav: Willie

## Musique

### Bande originale
| No  | Titre                                 | Auteur                                           | Durée |
| --- | ------------------------------------- | ------------------------------------------------ | ----- |
| 1.  | Bahon Ke Darmiyan                     | Hariharan, Alka Yagnik                           | 6:49  |
| 2.  | Aankhon Mein Kya                      | Kumar Sanu                                       | 7:25  |
| 3.  | Gaate Thay Pehle Akele                | Kavita Krishnamurthy, Shrraddha Pandit, Khusumum | 5:57  |
| 4.  | Jaana Suno Hum Tum Pe Marte Hain      | Udit Narayan                                     | 5:13  |
| 5.  | Aaj Main Upar                         | Kavita Krishnamurthy                             | 5:31  |
| 6.  | Yeh Dil Sun Raha Hain                 | Kavita Krishnamurthy                             | 6:06  |
| 7.  | Saagar Kinare Bhil Do Dil Hain Pyaase | Udit Narayan, Sulashana Pandit, Jatin Pandit     | 6:00  |
| 8.  | Mausam Ke Sargam Ko Sun               | Kavita Krishnamurthy, Shrraddha Pandit           | 6:28  |
| 9.  | Shinga-Linga                          | Remo Fernandes, Dominique Cerejo                 | 5:34  |
| 10. | Huiya Ho                              | Remo Fernandes, Dominique Cerejo                 | 4:27  |

## Box-office
- Box-office Inde: 340 120 000 Roupies.

Box-office india qualifie le film de flop.